# 美国众议院情报委员会
美国众议院情报常設專責委员会（英語：United States House Permanent Select Committee on Intelligence，縮寫為HPSCI），簡称众议院情报委员会（House Intelligence Committee），是美国众议院的一个委员会，负责监督美國情報體系。該委員會成立於1977年7月14日。

## 外部鏈接
- intelligence.house.gov